# 中国工农红军第十军
中国工农红军第十军，简称红十军，是闽浙赣苏区主要的中国工农红军队伍。
1930年7月22日，根据中共中央军委指示，江西弋阳、横峰等地的红军独立团扩编成红十军，军长周建屏、政治委员吴先民（胡庭铨代理，后邵式平代），全军下辖3个团和1个特务营，共1700余人。1933年1月25日，红十军奉命南渡信江到贵溪与中央红军会师，与红三十一师合编为红十一军。同年2月，闽浙赣苏区以地方武装1500余人，重新组建起新红十军，王如痴兼任军长和政治委员。
1934年秋，红七军团北上闽浙赣苏区，红十军与其合编为红十军团，一同北上，此时军团控制权为曾洪易和乐少华把持，领导人之间矛盾重重、军政脱节，方志敏的权威得不到尊重，实际上被架空。不久，在安徽黄山谭家桥战斗中失败，军团领导经协商决定全军团继续南下，经(开)化婺(源)德(兴)苏区退回闽浙赣苏区。1935年1月中旬，十军团（此时全军尚有人员近5000，枪800余支）撤至化婺德苏区与闽浙赣苏区之间的封锁线时，由于主要军事领导人犹豫迟疑，延误了宝贵的时间，未能迅速突破前方封锁堵截，而尾随之敌亦已追至，遂在怀玉山陷入重围，经苦战后军团主力大部损失，军政委员会主席方志敏、军团长刘畴西被俘（皆于当年8月在南昌百花洲被殺），参谋长粟裕率800余人突出重围，随后转进至浙西南和闽浙边坚持开展艰苦卓绝的三年游击战争，直至抗战全面爆发及新四军的成立。